# Премія НАН України імені Д. І. Чижевського
Премія НАН України імені Д.І. Чижевського — премія, встановлена НАН України з метою відзначення вчених, які опублікували найкращі наукові праці, здійснили винаходи і відкриття, що мають важливе значення для розвитку науки і економіки України за видатні наукові роботи в галузі філософських наук. 
Премію засновано у 1997 р. постановою Президії НАН України від 20.06.1997 № 228  та названо на честь видатного українського науковця Чижевського Дмитра Івановича.  
Починаючи з 2007 року Премію імені Д. І. Чижевського присуджує Відділення історії, філософії та права НАН України щодва роки.

## Лауреати премії
Премії НАН України імені Д. І. Чижевського було присуджено:

| Рік  | Тема                                                                                                | Лауреати                       | Коротко про лауреата |
| ---- | --------------------------------------------------------------------------------------------------- | ------------------------------ | --- |
| 2020 | за монографію «Постать Дмитра Чижевського в українській філософській культурі»                      | Погорілий Андрій Олександрович | кандидат філософських наук, доцент Київського національного університету імені Тараса Шевченка                                                                              |
| 2017 | за монографію «Релігійне життя України в особах його діячів і дослідників»                          | Колодний Анатолій Миколайович  | доктор філософських наук, заступник директора Інституту філософії імені Григорія Сковороди НАН України                                                                      |
| 2012 | за монографію «Топологія науки»                                                                     | Рижко Лариса Володимирівна     | доктор філософських наук, провідний науковий співробітник Інституту досліджень науково-технічного потенціалу та історії науки ім. Г. М. Доброва                             |
| 2009 | Цикл праць з методології історії філософії                                                          | Єременко Олександр Михайлович  | доктор філософських наук, професор, Східноукраїнський національний університет імені Володимира Даля                                                                        |
| 2009 | Цикл праць з методології історії філософії                                                          | Саух Петро Юрійович            | доктор філософських наук, професор, ректор Житомирського державного університету імені Івана Франка.                                                                        |
| 2009 | Цикл праць з методології історії філософії                                                          | Ярошовець Володимир Іванович   | доктор філософських наук, професор, завідувач кафедри Київського національного університету імені Тараса Шевченка                                                           |
| 2007 | Цикл наукових праць «Україна в сучасному геополітичному просторі: теоретичний і прикладний аспекти» | Кудряченко Андрій Іванович     | доктор історичних наук, професор, Член-кореспондент НАН України (всесвітня історія), директор Інституту всесвітньої історії НАН України                                     |
| 2007 | Цикл наукових праць «Україна в сучасному геополітичному просторі: теоретичний і прикладний аспекти» | Рудич Фелікс Михайлович        | доктор філософських наук, професор, завідувач відділу Інституту політичних і етнонаціональних досліджень ім. І. Ф. Кураса НАН України.                                      |
| 2007 | Цикл наукових праць «Україна в сучасному геополітичному просторі: теоретичний і прикладний аспекти» | Храмов Василь Олегович         | доктор політичних наук, професор, завідувач кафедри Інституту підготовки кадрів Державної служби зайнятості України                                                         |
| 2005 | Монографія «Теория и ее обоснование»                                                                | Конверський Анатолій Євгенович | доктор філософських наук, професор, Академік НАН України (філософія) |
| 2003 | Монографія «Культура. Ідеологія. Особистість»                                                       | Андрущенко Віктор Петрович     | доктор філософських наук, професор, Член-кореспондент НАН України (філософія), академік НАПН України, ректор Національного педагогічного університету ім. М. П. Драгоманова |
| 2003 | Монографія «Культура. Ідеологія. Особистість»                                                       | Губерський Леонід Васильович   | доктор філософських наук, професор, академік НАН України (філософія), академік НАПН України, Київський національний університет імені Тараса Шевченка.                      |
| 2003 | Монографія «Культура. Ідеологія. Особистість»                                                       | Михальченко Микола Іванович    | доктор філологічних наук, професор, Член-кореспондент НАН України (політичні науки), Інститут політичних і етнонаціональних досліджень ім. І. Ф. Кураса НАН України.        |
| 2001 | Монографія «Філософія як шлях людяності та надії»                                                   | Кримський Сергій Борисович     | доктор філософських наук, професор |
| 1999 | Цикл наукових праць «Діяльність і філософія Петра Могили»                                           | Нічик Валерія Михайлівна       | доктор філософських наук, професор, Інститут філософії імені Григорія Сковороди НАН України                                                                                 |